# 레디스 (기업)
레디스(Redis Ltd., 이전 이름: 레디스 랩스, Redis Labs, Garantia Data)는 캘리포니아주 마운틴뷰에 본사를 둔 개인용 컴퓨터 소프트웨어 회사이다. 레디스는 동일한 이름의 오픈 소스 인메모리 NoSQL 데이터베이스의 후원자이자 글로벌 기업을 위한 레디스 엔터프라이즈 소프트웨어, 클라우드 서비스 및 도구 제공업체이다. 회사의 연구 개발 센터는 텔아비브에 있으며 런던, 오스틴, 벵갈루루에 추가 사무실이 있다.

## 파트너십
- 피보탈 - 2017년 6월
- 레드햇 - 2018년 10월
- 구글 클라우드 플랫폼 - 2019년 4월
- 마이크로소프트 애저 - 2020년 5월